# 김성기 (법조인)
김성기(金聖基, 1935년 8월 16일~1998년 6월 7일)는 대한민국의 법조인, 정치인이다. 제35대 법무부 장관을 역임했으며 제12대 국회의원, 법률구조공단 이사장, 한국주택은행 이사장 등을 역임하였다.

## 생애
1957년 제8회 고등고시 사법과에 합격하고 1958년 서울대학교 법과대학에서 학사 학위 취득한 그는 1981년 12월 17일에 대구고등검찰청 검사장에 임명되어 1982년 5월 31일까지 재직하였으며 1982년부터 1985년까지 대한민국 사회정화위원회 위원장을 역임하였고 1985년 제12대 총선에서 전국구 의원으로 당선되었다. 1985년에 법무부 장관에 임명되어 국회의원직에서 사퇴하였다. 1985년 7월 16일부터 1987년 5월 25일까지 대한민국 제35대 법무부 장관을 지냈다. 퇴임한 이후 1987년 법률구조공단, 1991년 한국주택은행 이사장을 맡았으며 한국주택은행 이사장을 퇴직하고 변호사를 개업했다.

## 역대 선거 결과
| 실시년도 | 선거   | 대수 | 직책     | 선거구 | 정당       | 득표수      | 득표율          | 순위        | 당락 | 비고 |
| -------- | ------ | ---- | -------- | ------ | ---------- | ----------- | --------------- | ----------- | ---- | ---- |
| 1985년   | 총선   | 12대 | 국회의원 | 전국구 | 민주정의당 | 7,040,477표 | \| \| 35.25% \| | 전국구 25번 |      | 초선 |
|          | 35.25% |      |          |        |            |             |                 |             |      |      |